# Jeanette Collenberg
Jeanette Collenberg (Ilanz, 9 ottobre 1975) è un'ex sciatrice alpina svizzera.
È indicata anche come Jeanette Hoppe-Collenberg o Jeanette Clé.

## Biografia
Specialista delle prove veloci originaria di Obersaxen, la Collenberg debuttò in campo internazionale in occasione dei Mondiali juniores di Monte Campione/Colere 1993; in Coppa del Mondo esordì il 1º febbraio 1997 a Laax in discesa libera (44ª). Nel 2000 conquistò l'ultimo podio in Coppa Europa, il 5 gennaio a Tignes in discesa libera (2ª), ottenne il miglior piazzamento in Coppa del Mondo, il 19 febbraio a Åre nella medesima specialità (24ª), e prese per l'ultima volta il via nel massimo circuito internazionale, il 27 febbraio a Innsbruck in supergigante senza completare la prova. Si ritirò all'inizio della stagione 2000-2001 e la sua ultima gara fu lo slalom gigante di Nor-Am Cup disputato il 21 novembre a Winter Park, chiuso dalla Collenberg al 23º posto; non prese parte a rassegne olimpiche o iridate.

## Palmarès

### Coppa del Mondo
- Miglior piazzamento in classifica generale: 102ª nel 2000

### Coppa Europa
- 2 podi (dati dalla stagione 1994-1995):
  - 2 secondi posti